# IX саммит БРИКС
IX саммит БРИКС прошёл 4—5 сентября 2017 года в китайском городе Сямынь.
Китай во второй раз провёл саммит БРИКС. В последний раз саммит БРИКС (тогда ещё III саммит БРИК) Китай принимал в 2011 году в городе Санья.